# لوكسوفلوكس
لوكسوفلوكس (بالإنجليزية: Luxoflux) ، هي شركة أمريكية لصناعة وتطوير ألعاب الفيديو، وكانت تابعة لشركة أكتفجن الأمريكية والتي أسست سنة 1997م، ومن أشهر ألعابها، لعبة فيجيلانتي 8 ، في سنة 2010م أعلنت حل الشركة.

## مصدر
1. ↑  Fritz، Ben (11 فبراير 2010). "Activision lays off about 200 employees, shuts down Santa Monica studio Luxoflux". Los Angeles Times. مؤرشف من الأصل في 2018-07-29. اطلع عليه بتاريخ 2013-11-23.

## وصلات خارجية
- Archived Luxoflux page
- Isopod Labs page نسخة محفوظة 24 يناير 2021 على موقع واي باك مشين.